# سیارک ۲۷۹۱۵
سیارک ۲۷۹۱۵ (به انگلیسی: 27915 Nancywright، نامگذاری:1996UU1) بیست و هفت هزار و نهصد و پانزدهمین سیارک کشف شده‌است که در ۳۰ اکتبر ۱۹۹۶ کشف شد.